# По (река)
По (итал. Po, фр. Pô, вен. Po, эмил.-ром. Po, пьем. Pò, ломб. Pò, лат. Padus), Пада — река на севере Италии, крупнейшая в стране по площади водосборного бассейна (более 70 000 км²) и протяжённости (652 км). 
Река протекает в восточном направлении, большей частью по Паданской низменности через области Пьемонт, Ломбардия и Венеция. Впадает в Адриатическое море, образуя заболоченную дельту. Используется для орошения, на некоторых левых притоках построены каскады ГЭС. Река судоходна от устья до городов Пьяченца и Павия

## Название
Лигурийское название По было Bodincus или Bodencus, что означает «бездонный». Название Padus было заимствовано от кельтов или венетов из Бретани. Так, в верхнем течении был город Bodincomagus (ныне Монтеу-да-По), а в нижнем находится город Падуя (Padua)
Бассейн реки По иногда называют Паданией; объекты, относящийся к бассейну реки По — паданскими (Padano).
По некоторым источникам река По ассоциирована с мифической рекой Эридан.

## География
Берёт начало на склонах горного массива Монте-Визо в Котских Альпах на высоте 2022 м и течёт в восточном направлении. В верхнем течении По теряет 1,7 км высоты на первых 35 км. К западу от Салуццо По резко поворачивает на север и протекает через город Турин и регион Монферрат. У Кивассо река вновь поворачивает и течёт на восток по самой широкой и плодородной равнине Италии — Паданской равнине. По участку реки проходит граница между областями Ломбардия и Венеция. В среднем и нижнем течении река меандрирует, образуя старицы. Впадает в Адриатическое море к югу от Венецианского залива, образуя дельту.
По притокам и по каналам осуществляется связь реки По с крупными озёрами севера Италии (Комо, Лаго-Маджоре, Гарда). Крупные города, расположенные на реке По — Турин, Пьяченца, Кремона. Река соединена каналами (навильи) с Миланом и Венецианской лагуной.

### Дельта
Дельта По — одна из самых сложных речных дельт в Европе. Ветвление начинается между Феррарой и Ровиго, в дельте русло распадается на по крайней мере 14 рукавов, которые объединяются в пять групп (с севера на юг): По-ди-Леванте, По-ди-Маэстра, По-делла-Пила, По-делле-Толле и По-ди-Горо-е-ди-Ньокка). Крупнейший рукав — По-делла-Пила, также является единственным, по которому осуществляется навигация.
Дельта имеет площадь около 1500 км², растёт в среднем на 60-80 га в год из-за седиментов. Древние морские порты к югу от дельты, например, Равенна, на сегодняшний день расположены в 10 км от морского берега.
В 1995 году дельта реки По совместно с городом Феррара была внесена в список всемирного наследия ЮНЕСКО.

## Гидрография
Средний расход воды в устье реки составляет 1460 м³/с. В Понтелагоскуро (ит., в 96 км от устья) средний расход По — 1370 м³/с, причём варьируется от 910 до 9630 м³/с. Твёрдый сток, приводящий к росту дельты реки, оценивается в 13—15 млн т в год.
В среднем и нижнем течении имеет два паводковых сезона — весной (май — июнь), в период таяния снегов и ледников в Альпах многоводны левые притоки, и осенью (октябрь — ноябрь), когда многоводны правые притоки. Зимой река обычно маловодна. После сильных дождей По и её притоки всё равно разливаются, причём вода поднимается на 5—10 м. В XX веке сильнейшие наводнения были в 1951-м (расход доходил до 12 тыс. м³/с) и 1966 годах, причинившие огромный ущерб. Среди более ранних — в 589, 1150, 1438, 1882, 1917 и 1926 годах (все осенью).
В средней и нижней части По (поле слияния с Танаро) русло реки обваловано для защиты от наводнений (валы и каналы для отвода наносов построены во времена Венецианской республики). В области между Феррарой и Адриатическим побережьем за последние три века было мелиорировано несколько тысяч га земли. В 1953 году начался проект по улучшению почв и мелиорации маршей, таких как Валли-ди-Комаккьо, а также организации ферм в дельте реки (Полизине), которые сильно пострадали в сильнейшие наводнения 1951 и 1966 годов.
Летом 2022 года река существенно обмелела из-за сокращения количества осадков.

## Бассейн реки
Водосборный бассейн реки имеет площадь 70 091 км² (по другим данным — 70 742 км²), большей частью расположен в Италии, небольшая его часть находится на территории Швейцарии.

### Левые притоки
Наиболее крупные и многоводные левые притоки, истоки которых находятся на южных склонах Альп:
- Пол
- Дора-Рипариа
- По в Сан-Мауро-ТоринезеДора-Бальтеа
- Агонья
- Тичино
- Ламбро
- Адда
- Ольо
- Минчо
- Олона

### Правые притоки
Правые притоки По в основном берут начало на северных склонах Приморских Альп и Тоскано-Эмилианских Апеннин. Обычно менее полноводны, нежели левые притоки, а также несут много взвешенных наносов.
- Вараита
- Майра
- Танаро
- Скривиа
- Нуре
- Куроне
- Треббия
- Таро
- Парма
- Энца
- Секкья
- Панаро
- Стура-дель-Монферрато

## История
В палеолите и неолите в нижнем течении реки По жили люди, которые строили свайные жилища на её болотистых берегах. Управление речным стоком происходило ещё в до-римские времена. До сих пор можно увидеть прямоугольные участки, мелиорированные во времена Древнего Рима. Во времена варварских вторжений большая часть сооружений по защите земель от воды реки была разрушена. Позднее, в Средние века они были восстановлены, поэтому современные сооружения существуют в основном с XV века.